# Clubiona tateyamensis
Clubiona tateyamensis är en spindelart som beskrevs av Hayashi 1989. Clubiona tateyamensis ingår i släktet Clubiona och familjen säckspindlar. Inga underarter finns listade i Catalogue of Life.